# Amit Shah (Politiker)

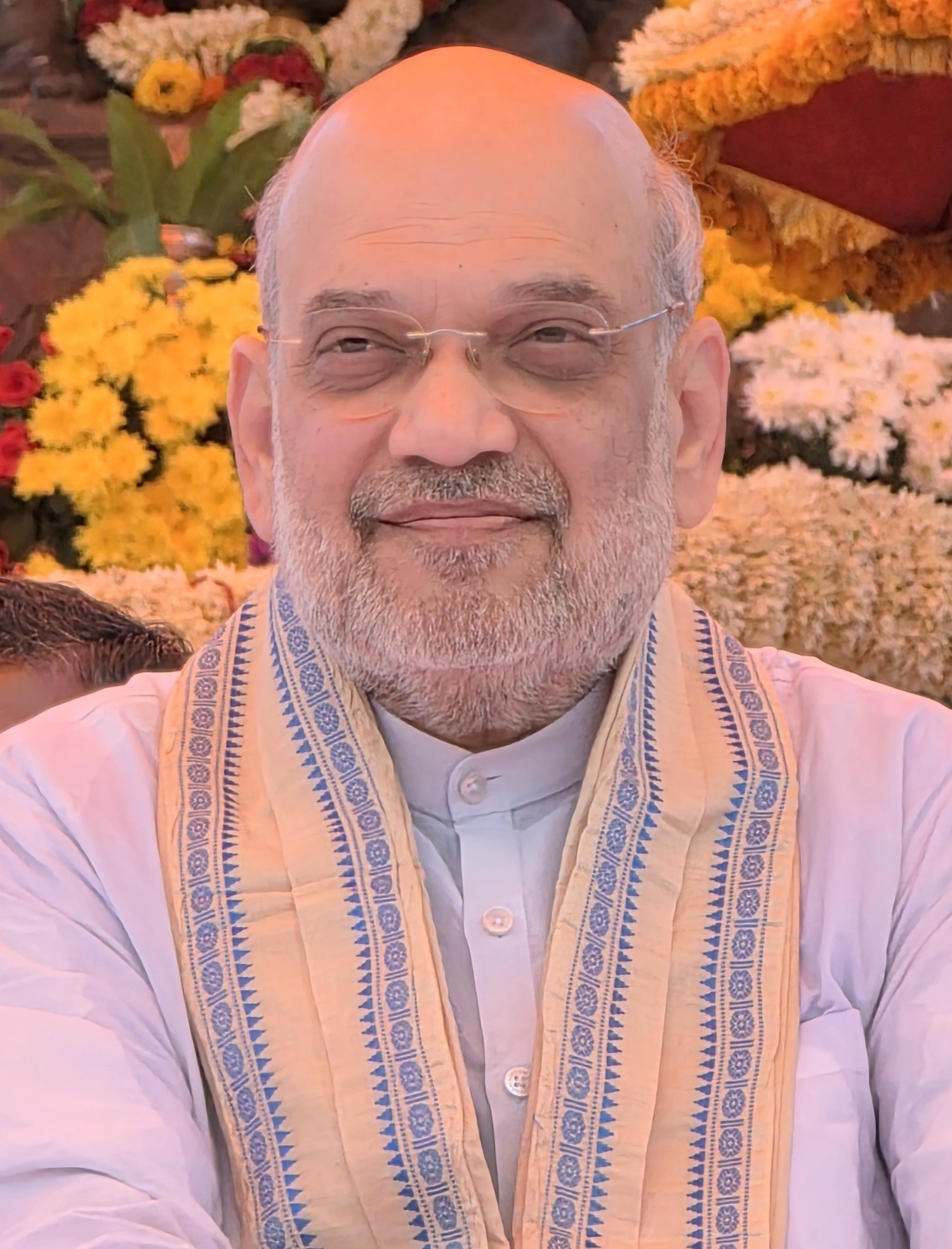
Amit Shah (2025)

Amit Shah (auch bekannt als Amit-Bhai Shah, Gujarati અમિત શાહ, geboren 22. Oktober 1964 in Bombay (heute Mumbai), Indien) ist ein indischer Politiker. Von Juli 2014 bis Januar 2020 war er Parteipräsident der Bharatiya Janata Party (BJP) und seit dem 31. Mai 2019 ist er Innenminister Indiens im Kabinett Modi II.

## Biografie
Shah wurde in Bombay als Sohn von Kusumben und Anilchandra Shah geboren. Seine Eltern entstammten der wohlhabenden Gujarati-Händlerschicht Bombays, die historisch viel zum Aufstieg der Stadt als Handelsmetropole beigetragen hat. Als er 16 Jahre alt war, zog die Familie nach Ahmedabad in Gujarat. Dort schloss sich der junge Amit der hindunationalistischen Kaderorganisation Rashtriya Swayamsevak Sangh (RSS) an und war zunächst in der RSS-Studentenorganisation Akhil Bharatiya Vidyarthi Parishad aktiv. 1984/85 wurde er Mitglied der Bharatiya Janata Party (BJP). Amit Shah studierte einige Zeit am C.U. Shah Science College in Ahmedabad, wo er einen Abschluss in Biochemie erlangte. Parallel dazu und danach betätigte er sich kurz im Geschäft seines Vaters, der mit PVC-Rohren handelte, verließ dieses aber schnell wieder und wechselte ganz in die Politik.
Er stieg in den folgenden Jahren in der Parteihierarchie der BJP in Gujarat auf und erwies sich als geschickter Organisator, der durch Parteigrößen wie Lal Krishna Advani gefördert wurde. Er gehörte frühzeitig zum engeren Team um den späteren Chief Minister von Gujarat und Premierminister Narendra Modi.
Bei den Wahlen zum Parlament von Gujarat gewann er in einer Nachwahl 1997 erstmals ein Parlamentsmandat im Wahlkreis 64-Sarkhej und konnte diesen Wahlkreis bei den folgenden Wahlen in den Jahren 1998, 2002, 2007 jeweils mit großen Mehrheiten behaupten. Bei der Wahl 2012 gewann er den Wahlkreis 45-Naranpura. Nach dem Wahlsieg der BJP unter Modi in Gujarat erhielt Shah das Ministeramt für Inneres, Transport, und Prohibition. Nach der Wahl 2007 wurde sein Portfolio noch erweitert um die Zuständigkeiten für Parlamentsangelegenheiten und Justizwesen. Shahs weiterer politischer Aufstieg vollzog sich parallel zu dem von Narendra Modi. Im Vorfeld der indischen Parlamentswahl 2014, bei der Modi zum Spitzenkandidaten der BJP avanciert war, wurde Shah Generalsekretär der BJP. Seiner Organisationsarbeit wurde wesentlich der Erdrutschsieg der BJP im bevölkerungsstärksten Bundesstaat Uttar Pradesh, wo die BJP 71 der 80 Wahlkreise gewann, zugeschrieben. Bei der vorangegangenen Wahl waren es nur 10 Wahlkreise gewesen.
Am 9. Juli 2014 wurde Shah zum BJP-Parteipräsidenten gewählt.  Am 24. Januar 2016 wurde er für weitere drei Jahre ohne Gegenkandidaten in dieses Amt wiedergewählt.
Am 9. August 2017 wurde Shah als Delegierter des Bundesstaats Gujarat in die Rajya Sabha, das „Staatenhaus“ des indischen Parlaments gewählt.
Nach der für die BJP erfolgreich verlaufenen Parlamentswahl 2019 wurde Amit Shah am 31. Mai 2019 Innenminister im Kabinett Modi II.

## Kontroversen
Im Jahr 2010 wurde Shah auf Veranlassung des indischen Central Bureau of Investigation (CBI) für drei Monate in Haft genommen. Ihm wurde vorgeworfen, dass er als amtierender Innenminister von Gujarat an der mutmaßlich außergesetzlichen gezielten Tötung von Sohrabuddin Anwarhussain Sheikh, der am 26. November 2005 in Polizeigewahrsam verstorben war, beteiligt gewesen zu sein. Sheikh, ein notorischer Krimineller, war in Fälle von Waffenschmuggel, Schutzgelderpressung etc. involviert und ihm wurden auch Verbindungen zu terroristischen Gruppen in Pakistan nachgesagt. Auch weitere Personen in Sheikhs Umfeld kamen unter nicht klaren Umständen zu Tode. Angesichts der Umstände sprachen investigative Journalisten von einer durch die Polizei inszenierten Auseinandersetzung mit gezielter Tötung („staged encounter“). Dabei seien Bestechungsgelder der von Sheikh erpressten Personen – Marmor-Händler aus Rajasthan – an die Polizei geflossen.
Mehrere Polizeioffiziere wurden zu Haftstrafen verurteilt, aber Amit Shah wurde keine direkte Verbindung zu dem Fall nachgewiesen und er wurde am 30. Dezember 2014 vom Obersten Gericht freigesprochen.
Im Oktober 2017 veröffentlichte das indische Nachrichtenportal The Wire einen Bericht, demzufolge das Unternehmen von Jay Amit Shah, dem Sohn von Amit Shah, seit der Wahl der BJP als Regierungspartei im Jahr 2014 und der Beförderung seines Vaters zum Parteipräsidenten einen enormen Aufschwung erlebt haben soll. Innerhalb eines Jahres soll der Umsatz des Unternehmens um das Sechzehntausendfache, der Gewinn von 50.000 Rupien auf 800 Millionen Rupien gestiegen sein. Jay Amit Shah verklagte The Wire wegen Verleumdung auf einen Betrag von einer Milliarde Rupien.

## Privates
Amit Shah ist verheiratet und hat mit seiner Frau Sonal einen Sohn, Jay. Er ist ein passionierter Schachspieler, Vorsitzender der Gujarat State Chess Association und veranlasste während seiner Ministerzeit in Gujarat in einem Pilotprojekt die Einführung von Schach-Unterricht an den Regierungsschulen von Ahmedabad. 2007 wurde er auch Vize-Vorsitzender der Gujarat State Cricket Association (Vorsitzender wurde Narendra Modi).